# Punta Barruera
La Punta Barruera és una muntanya de 1.826,6 metres d'altitud al terme municipal de Soriguera, a la comarca del Pallars Sobirà. És a l'extrem sud-est del terme, al sud-oest del poble de Freixa. És al nord del Bony de Mollet, a llevant del Bony del Fener Gran (de qui és, de fet, un contrafort) i al sud-oest de la Roca de Verdàs. L'envolta de primer pel sud-est la Llau de Mollet i pel nord la Llau Barruera. Pertanyia al terme primigeni de Soriguera.